# Schwules Museum

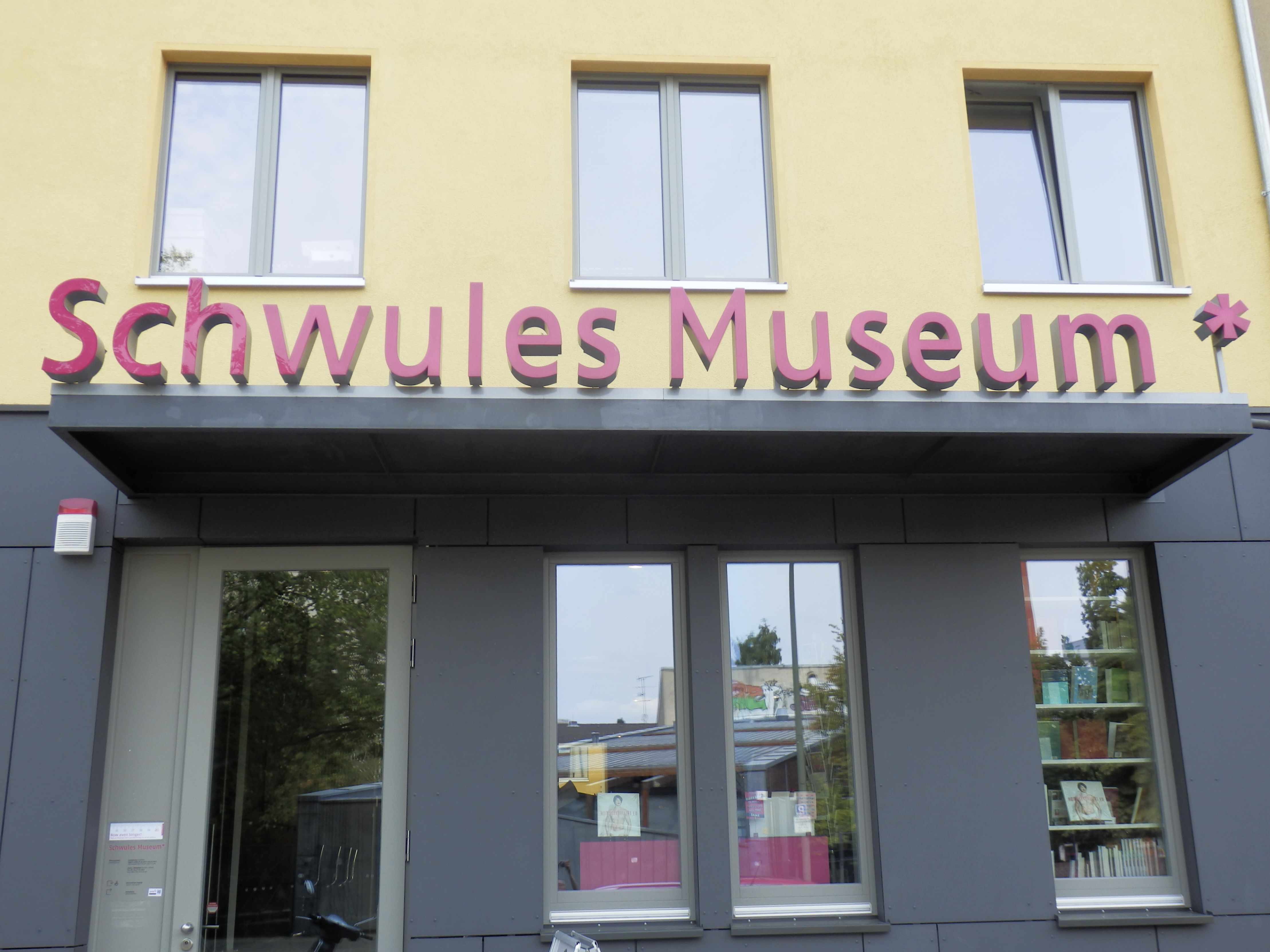

Schwules Museum (z niem. Muzeum Gejowskie) – muzeum działające od 6 grudnia 1985 w Berlinie w dzielnicy Kreuzberg. 17 maja 2013 zostało przeniesione do dzielnicy Tiergarten.
Muzeum wedle oceny Geoffreya Uptona, amerykańskiego dziennikarza i badacza, jest jedynym tego typu muzeum w świecie poświęconym w całości historii społeczności gejowskiej. Główne działy poświęcone są historii osób i grup LGBT, niemieckiej i w szczególności berlińskiej. Ważne miejsce mają tu archiwa związane ze słynnym niemieckim Paragrafem 175 – aktem prawnym służącym dyskryminacji i tępieniu przejawów homoseksualizmu w Niemczech oraz archiwa dotyczące prekursora współczesnych badań i rozumienia seksualności człowieka Magnusa Hirschfelda i jego berlińskiego Instytutu.
Polskimi artystami wystawianymi w Schwules Museum byli Krzysztof Jung oraz Karol Radziszewski.